# Pappjärv
A Pappjärv egy tó Észtországban, Võru megyében Kose falu területén. Észtország keleti vízgyűjtő területén fekszik.

## Földrajz
A 4,8 hektáron elterülő tó medre legmélyebb pontján 16,0 méter mély. Átlagos mélysége 16 méter.

## Fordítás
Ez a szócikk részben vagy egészben  a   Pappjärv című észt Wikipédia-szócikk ezen változatának fordításán alapul.  Az eredeti cikk szerkesztőit annak laptörténete sorolja fel. Ez a jelzés csupán a megfogalmazás eredetét és a szerzői jogokat jelzi, nem szolgál a cikkben szereplő információk forrásmegjelöléseként.